# نوسان‌نگار مغناطیسی

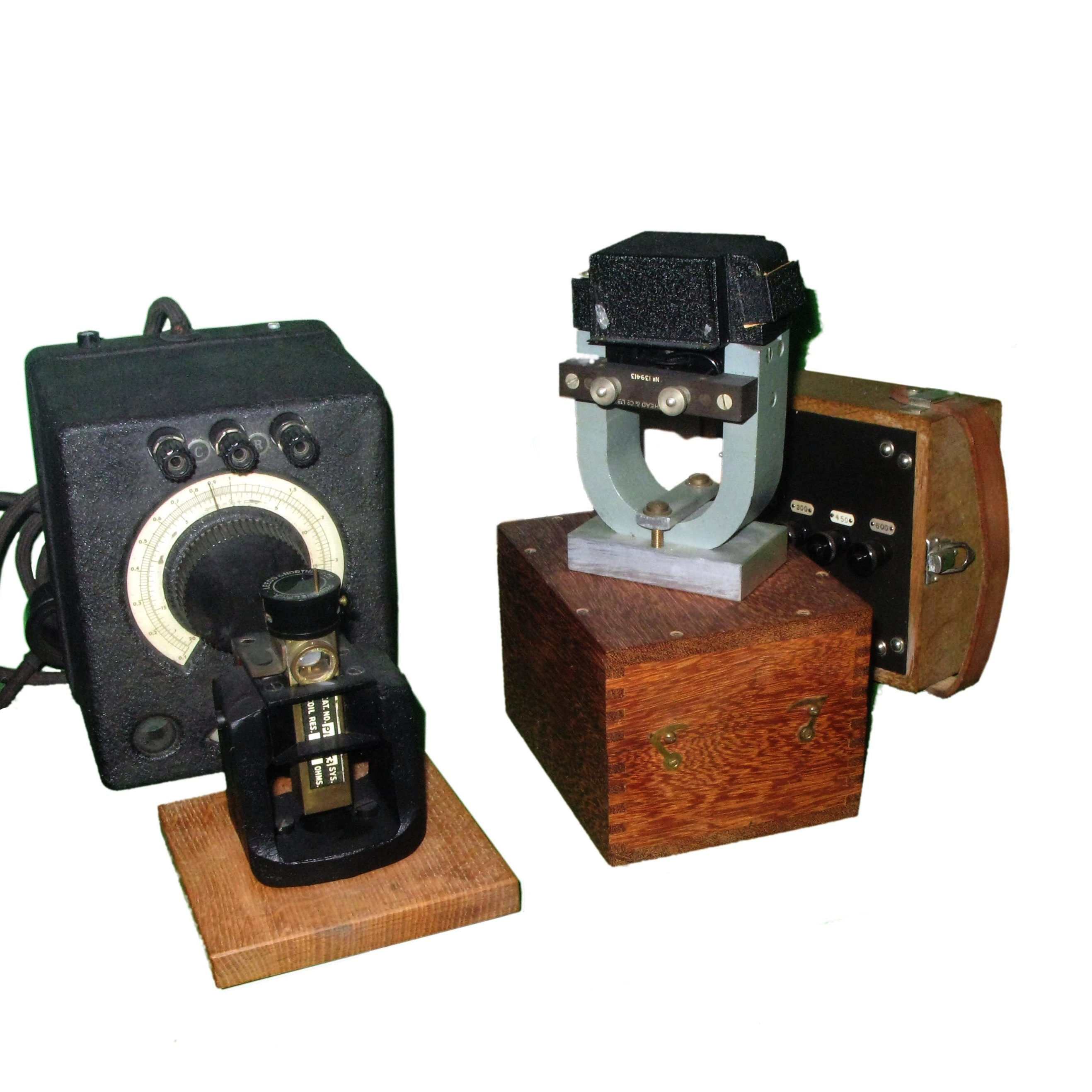
عکسی از نوسان‌نگار مغناطیسی

نوسان‌نگار مغناطیسی نوعی نوسان‌نگار است که با عبور جریان الکتریکی از یک سیم پیچ تغییرات جریان الکتریکی را اندازه گیری می کند. تغییرات جریان منجر به جابجایی سیم پیچ می‌شود که مستقیماً اندازه گیری می شود. نوسان‌نگار مغناطیسی توسط ویلیام دادل اختراع شد. در برخی مدل‌ها از یک آینه استفاده می‌شود که پرتوی از نور را بازتاب می‌دهد که اجازه اندازه‌گیری تغییرات کوچک را می‌دهد.در این حالت از یک قلم برای ثبت تغییرات استفاده می شود.
در سال 1893 از جوهر و کاغذ برای ضبط نوسان استفاده می‌شد.

## پیون به بیرون
- ویلیام دوبوا دادل
- نوسان‌نگار مغناطیسی